# L'uomo senza legge
L'uomo senza legge (The Escapist) è un film del 2001 diretto da Gillies MacKinnon.

## Trama
Dennis vede la sua vita andare a rotoli quando la moglie, incinta, viene coinvolta in un maldestro rapimento e uccisa. Decide così di cambiare il corso della sua vita e di diventare un vero malvivente. Inizia a scoprire e a conoscere un mondo sconosciuto, quello della criminalità più brutale. Non avrà pace fino a quando non riuscirà a scovare l'uomo che ha ucciso sua moglie a sangue freddo e a vendicarsi di lui...

## Distribuzione
In Italia il film è stato trasmesso sia su Rai 4 che sul circuito nazionale 7 Gold.